# Zanclopera
Zanclopera là một chi bướm đêm thuộc họ Geometridae.